# Нове Дольно
Нове Дольно (пол. Nowe Dolno, нім. Neu Dollstädt) — село в Польщі, у гміні Маркуси Ельблонзького повіту Вармінсько-Мазурського воєводства.
Населення — 219 осіб (2011).
У 1975-1998 роках село належало до Ельблонзького воєводства.

## Демографія
Демографічна структура станом на 31 березня 2011 року:
|          | Загалом | Допрацездатний вік | Працездатний вік | Постпрацездатний вік |
| -------- | ------- | ------------------ | ---------------- | -------------------- |
| Чоловіки | 106     | 22                 | 74               | 10                   |
| Жінки    | 113     | 31                 | 59               | 23                   |
| Разом    | 219     | 53                 | 133              | 33                   |